# Ossian Fredrik Brambeck
Ossian Fredrik Brambeck, född 10 september 1842, död 15 april 1903, var en svensk militär och tecknare.
Han var son till apotekaren Lars Fredrik Brambeck och Louise Fredrique Tullgren och från 1875 gift med Elisabeth Laurentia Cederstedt samt bror till Evald Brambeck. Han var underlöjtnant i armén och förvaltare vid fästningsintendenturen på Karlsborgs fästning. Vid sidan därav var han verksam som tecknare.